# Jack Cartwright
Jack Cartwright (Brisbane, 22 de setembro de 1998) é um nadador australiano.

## Carreira
Cartwright foi criado em Biloela, Queensland, onde durante sua infância viajava para Gladstone para treinar, mudando-se para a cidade em 2008, onde treinou com os Gladstone Gladiators.
Depois de garantir uma bolsa de estudos, Cartwright mudou-se para Brisbane em 2014 para estudar na escola luterana particular St Peters College.
No Campeonato Pan-Pacífico Júnior de Natação de 2016, Cartwright ganhou medalhas de ouro nos 200 metros livres, 100 metros livres (onde estabeleceu um recorde do campeonato de 48,91 segundos nas preliminares), 50 metros livres e revezamento 4x200 metros livre, uma medalha de prata no revezamento 4x100 metros livre e uma medalha de bronze no revezamento 4x100 metros medley.
Ele competiu na prova de 100 metros livre masculino no Campeonato Mundial de Esportes Aquáticos de 2017.
Nos Jogos da Commonwealth de 2018 na Gold Coast, Cartwright ganhou duas medalhas de ouro como parte das equipes que venceram o revezamento 4x100m livre e o revezamento 4x100m medley.
Cartwright fez parte das equipes vencedoras do revezamento 4x100 metros e do revezamento 4 x 100 metros livre nos Campeonatos Mundiais de Esportes Aquáticos de 2022 e 2023 em Budapeste e Fukushima, respectivamente, ganhando um total coletivo de três medalhas de ouro e uma medalha de prata. Após esse sucesso, Cartwright ganhou outra medalha de prata no Campeonato Mundial de Esportes Aquáticos de 2024 em Doha como parte da equipe mista de revezamento 4 x 100 metros livre.
Após as seletivas de natação australianas de 2024 em Brisbane, Cartwright foi nomeado como parte da equipe de natação australiana para competir nas Olimpíadas de Verão de 2024 em Paris.